# ニコラエ・アレクサンドル
ニコラエ・アレクサンドル（ルーマニア語: Nicolae Alexandru、? - 1364年11月）は、ルーマニア南部のワラキアの公（在位：1352年 - 1364年）。
父であるバサラブ1世の跡を継いでワラキアを統治した。バサラブ1世の方針を継承して国際社会におけるワラキアの地位を確立し、王朝の基礎を固めた。

## 生涯
即位当初はハンガリー王国への臣従を拒んだが、1354年にハンガリー王ラヨシュ1世に臣従する。また、領内でのカトリック教会の宣教活動を認め、ブラショヴからワラキアに移動するトランシルヴァニア・ザクセン人商人に通行料を免除する特権を付与した。1355年にニコラエ・アレクサンドルはハンガリーへのセヴェリンの返還に合意した。
1359年にコンスタンティノープル総主教の承認を受け、クルテア・デ・アルジェシュにウングロ・ワラキア府主教座が設立された。ニコラエ・アレクサンドルはバサラブの遺言に従って教会を建て、クルテア・デ・アルジェシュの公立教会の建立、クンプルングの僧院の増築が実施された。また、アトス山のクトゥルムシウ修道院に寄付を施した。
ニコラエ・アレクサンドルはブルガリアのヴィディンの僭主イヴァン・スラツィミル、セルビア帝国のステファン・ウロシュ5世、ハンガリーのラディスラウ・オッペルンと婚姻関係を構築した。イヴァン・スラツィミルの元に嫁いだ娘のアンナは、コンスタンティン2世、ボスニアの王女ドロテアの母となった。
1364年にニコラエ・アレクサンドルは没し、クンプルングに埋葬された。公位は息子のヴラディスラフ1世が継いだ。

## 翻訳元記事参考文献
- （ルーマニア語） Constantin C. Giurescu, Istoria Românilor, vol. I, Ed. ALL Educațional, București, 2003.
- （ルーマニア語） Daniel Barbu, Sur le double nom du prince de Valachie Nicolas-Alexandre, Revue Roumaine d’Histoire XXV, no. 4, 1986.